# Ушарал (Актогайський район)
Ушара́л (каз. Үшарал) — село у складі Актогайського району Карагандинської області Казахстану. Входить до складу Жидебайського сільського округу.
Населення — 264 особи (2021; 291 у 2009, 329 у 1999, 440 у 1989).
Національний склад станом на 1989 рік:
- казахи — 100 %.

До 1996 року село називалось Кірово, існувала також назва Кіров.